# Победитель получает всё
Принцип победитель получает всё (англ. winner-take-all) — применяется в искусственных нейронных сетях при осуществлении принятия решений и задач классификации. Он заключается в том, что решением считается такая альтернатива, у которой выходное значение соответствующего нейрона является максимальным.

## Искусственные нейронные сети
В теории искусственных нейронных сетей принцип «победитель получает всё» являются случаем конкурентного обучения в рекуррентных нейронных сетях. Выходы в сети взаимно запрещают одновременную активизацию нескольких узлов посредством рефлексивных связей. После некоторого времени только один узел в слое будет активным, а именно тот, который соответствует самому сильному входу. «Победитель получает всё» является общим вычислительным примитивом, который может быть осуществлен, используя различные типы моделей нейронной сети (Grossberg, 1973; Oster и др. 2009).
Сети, где «победитель получает всё», обычно используются в вычислительных моделях мозга, особенно для распределённого принятия решения в коре. Важные примеры включают иерархические модели зрения (Riesenhuber и др. 1999), и модели отборного внимания и признания (Carpenter and Grossberg, 1987; Itti et al. 1998). Они также распространены в искусственных нейронных сетях и нейроморфных аналоговых СБИС. Было формально доказано, что операция «Победитель получает всё» в вычислительном отношении сильны по сравнению с другими нелинейными операциями, такими как пороговая обработка (Maass 2000).
Во многих практических случаях нет только единственного нейрона, который становится единственно активным, но есть k нейронов, которые становятся активными. Этот принцип называется «k победителей получают всё».